# Connie Matthews
Connie Matthews, née Constance Evadine Matthews le 3 août 1943 dans la paroisse de Saint Ann en Jamaïque et morte en 1993, est une militante américaine, organisatrice et membre du Black Panther Party entre 1968 et 1971. Résidente au Danemark, elle a aidé à coordonner les Black Panthers avec des groupes politiques de gauche basés en Europe.

## Organisatrice du Black Panther Party
Matthews naît dans la paroisse de Saint Ann en Jamaïque le 3 août 1943. À l'âge adulte, elle étudie à Londres et à Vienne et obtient une maîtrise en psychologie. Matthews travaille pour le Conseil international de la musique folk (en) à Copenhague au Danemark entre 1967 et 1969. Elle s'implique avec les Black Panthers dès 1968.
En mai 1969, Connie Matthews est officiellement désignée par les Black Panthers comme leur « coordinatrice internationale » ; elle est « autorisée à se mobiliser pour mener des manifestations de soutien, lever des fonds et informer les peuples de Scandinavie sur la lutte révolutionnaire des peuples noirs pauvres et opprimés du point de vue d'avant-garde des Panthers ». Début 1969, Matthews organise une tournée des dirigeants du Black Panther Party, Bobby Seale et Raymond Hewitt (en), en Europe du Nord, dans le but de réseauter avec des groupes politiques européens de gauche et de collecter des fonds pour la campagne Free Huey, qui cherche à faire sortir Huey Newton de prison. La tournée est considérée comme un succès et Matthews est félicitée par le comité central des Black Panthers pour son travail, ce qui l'amène à s'impliquer davantage dans le parti:313.
Connie Matthews continue à construire une base de soutien pour les Black Panthers en Europe. Elle est également responsable du recrutement de l'intellectuel français Jean Genet, le persuadant de se rendre aux États-Unis pour une longue tournée où il participe à la campagne Free Huey.
En février 1970, Matthews fait partie d'une tournée au Royaume-Uni destinée à renforcer les liens entre le Black Panther Party et le mouvement Black Power qui se développe dans le pays à l'époque. Originaire de la Jamaïque, une nation du Commonwealth, et ayant étudié à Londres, Matthews est capable de parler à la manière britannique, sinon avec un accent britannique. Cependant, pendant la tournée, elle parle dans un style plus en phase avec la façon dont les Black Panthers américains parlent. S'adressant aux British Black Panthers, elle critique également la direction dans laquelle ils vont, leur disant qu'ils doivent travailler avec des libéraux et des socialistes non noirs au lieu de se diviser en « seize organisations qui ne travailleront pas avec les Blancs ». Entre l'utilisation de la langue vernaculaire américaine et les critiques acerbes, une partie du public britannique s'éloigne de ce discours. Derek Humphry, un journaliste qui a rendu compte du discours pour le Sunday Times, publie un article sous le titre Sister Connie Matthews swears at British Black Panthers en y résumant la façon dont le discours a été perçu.
Connie Matthews commence également à se rendre aux États-Unis et à rédiger des articles pour The Black Panther, le journal officiel des Black Panthers. Au printemps 1970, elle suscite la controverse concernant le procès Chicago Eight, dans lequel Bobby Seale a été impliqué. L'Agence télégraphique juive accuse Matthews d'avoir qualifié le juge de « sioniste » et de considérer tous les Juifs comme des sionistes. Huey Newton répond directement à la controverse, demandant aux publications juives telles que le magazine Jewish Currents de réimprimer la déclaration qu'il avait faite en septembre 1969 dans le journal Black Panther, où il déclarait explicitement que la politique officielle du parti n'était pas antisémite. Newton évoque également la controverse au sein du journal Black Panther lui-même dans une édition de fin avril 1970, dans laquelle il qualifiait les commentaires de Matthews de « faits dans la colère » (sur la façon dont le procès se déroulait).

## Michael Tabor et l'Algérie
Connie Matthews gravit finalement les échelons des Black Panthers pour devenir la secrétaire personnelle du chef du parti, Huey Newton. L'écrivain T. J. English (en) affirme que, pour éviter à Matthews d'être expulsée des États-Unis, il ordonne à un membre du Black Panther Party, Michael Tabor, de l'épouser. English suggère en outre que ce plan s'est retourné contre Newton, qui entretenait une relation sexuelle avec Matthews à l'époque, alors que la relation entre Tabor et Matthews passe d'un faux mariage à un véritable amour.
En 1969, Tabor et douze autres membres des Black Panthers sont inculpés pour avoir prétendument comploté en vue de tuer des policiers et de poser des bombes dans des bâtiments commerciaux et publics de la ville de New York, dans ce qui devient le procès Panther 21. En février 1971, Tabor et son co-accusé Richard Moore (en) ne se présentent pas au procès et perdent par conséquent 150 000 dollars de caution. Newton est furieux et dénoncent Tabor et Moore comme « ennemis du peuple ». Matthews est également dénoncé et accusé d'avoir quitté le parti et emporté avec elle des biens précieux. Moore, Tabor et Matthews refont tous surface un mois plus tard en Algérie:361, où les dirigeants du Black Panther Party, Eldridge et Kathleen Cleaver, s'étaient précédemment enfuis après qu'Eldridge ait également échappé à un procès. Ils rejoignent une faction plus large des Black Panthers qui ont tous quitté les États-Unis plutôt que faire face à des procès et s'étaient tous rassemblés autour de la direction du couple Cleaver. Les autres Black Panthers de ce groupe sont Donald L. Cox et sa femme Barbara Easley-Cox (en), Pete O'Neal (en) et sa femme Charlotte Hill O'Neal (en), ainsi que Sekou Odinga pour n'en nommer que quelques-uns.
Avec le temps, cette faction, surnommée « section internationale du Black Panther Party » par les Black Panthers, en vient à être considérée comme étant engagée dans une querelle avec la branche principale des Black Panthers aux États-Unis qui reste sous la direction de Huey Newton et, à un moindre degré, de David Hilliard (en). Les tensions internes entre les groupes sont délibérément alimentées par le FBI, qui déchaîne son projet COINTELPRO sur eux.
Les Black Panthers algériens finissent tous par se séparer et, en 1972, Tabor et Matthews migrent en Zambie. Matthews retourne finalement dans son pays natal, la Jamaïque, où elle meurt d'un cancer en 1993.